# Lily Lévy
Pour les articles homonymes, voir Lévy.
Lily Lévy, épouse Javal, dite Lily Jean-Javal, née Zélia Froumat Léon-Lévy le 31 mars 1882 dans le 17e arrondissement de Paris et morte le 29 juillet 1958 dans le 16e arrondissement de Paris, est une écrivaine française pour enfants.

## Biographie

### Jeunesse et famille
Zélia Froumat Léon-Lévy naît en 1882 à Paris. Elle est la fille de Léon Lévy, industriel juif associé à Schneider dans les forges de Châtillon-Commentry, et la cousine de l'illustratrice Maggie Salcedo avec qui elle collabore[réf. nécessaire]. En 1903, elle épouse Jean Javal (1871-1915), ingénieur et député de l'Yonne. Capitaine à l’état-major de la 9e armée au début de la Première Guerre mondiale, il meurt le 15 août 1915 à Tours.

### Carrière
Poétesse, romancière, journaliste, elle a notamment écrit de nombreux récits pour les enfants.
Du début du siècle à 1925, elle réside au château Saint-Jean à Montluçon (Allier).
Elle meurt en 1958 à Paris et est inhumée au cimetière de Montmartre, et non dans le caveau familial de son mari, au cimetière du Père-Lachaise (7e division),.

## Œuvre
- La Quenouille du bonheur, ill. Maggie Salcedo, coll. « Aurore », Gedalge (1920)
- Le Brasier (roman) (1922)
- Edelweiss et Mirtillo (1923)
- La Lumière du foyer (roman), ill. Maggie Salcedo, Gedalge (1923)
- La Merveilleuse histoire de la Princesse Framboisine (1923)
- L'Oiseau blanc (1923)
- Le Rouleau de cuisine enchanté (1923)
- Cousette, ill. Maggie Salcedo, Gedalge (1924)
- Bricolin et les sept métiers (1925)
- Noémi (1925)
- Marthon et le Père Papyrus, ill. Maggie Salcedo, coll. « Aurore », Gedalge (1926)
- Les Croqueurs de fèves (1927)
- Histoire de Mademoiselle Mouche, danseuse à l'Opéra des Poupées (1927)
- L'Inquiète (1927)
- Niches de poules (conte pour Pâques) (1927)
- Saute-Crêpe et Brûle-Museau (Conte pour le Carnaval) (1927)
- Vers le soleil de minuit, à travers la nouvelle Finlande et ses dix mille lacs (1928)
- Bergerette, fille des eaux (1930)
- Sous le charme du Portugal : visages et paysages (1931)
- La Mère Grimuzot raconte..., ill. Maggie Salcedo, Bourrelier (1932)[5]
- Nuages (poèmes), ill. Louis Lucien Faure-Dujarric (1934)
- Ma cousine Trois-Pommes (1935)
- Les Trois Aventureux (roman), ill. Maggie Salcedo, Société d'Éditions Française (1936)
- Le Papillon bleu (1937)
- Paniers percés, ill. Maggie Salcedo, Bourrelier (1939)
- Bonnets blancs et blancs bonnets (1946)
- Odile et son tuteur (1946)
- La Rivale inattendue (roman) (1949)
- Le Miroir aux belles(1950)
- La Revanche de Sybil, ill. Maggie Salcedo, Gedalge (1955)

## Source
- 5e biennale du livre et des écrivains bourbonnais / Conseil général de l'Allier, Lily Jean-Javal, 1991